# 올림피아 스노

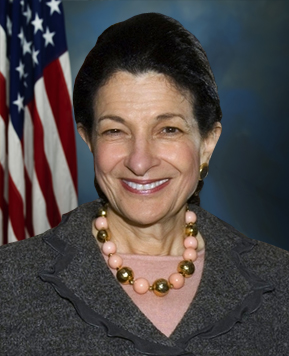
공식 초상(2010년)

올림피아 진 스노(영어: Olympia Jean Snowe, 1947년 2월 21일)는 미국의 정치인이다. 메인주의 주지사를 지낸 존 R. 매커넌의 아내로 1994년 연방 상원의원에 당선되었다. 공화당 내에서 대표적인 중도파로 때로는 사안에 대해서 민주당과 공조하였다. 2012년에 재선 불출마를 선언하였다.

## 역대 선거 결과
| 선거명      | 직책명                    | 대수  | 정당   | 득표율 | 득표수    | 결과 | 당락                 |
| ----------- | ------------------------- | ----- | ------ | ------ | --------- | ---- | -------------------- |
| 1978년 선거 | 하원의원 (메인 제2선거구) | 96대  | 공화당 | 50.82% | 87,939표  | 1위  | 메인주 하원의원 당선 |
| 1980년 선거 | 하원의원 (메인 제2선거구) | 97대  | 공화당 | 78.51% | 186,406표 | 1위  | 메인주 하원의원 당선 |
| 1982년 선거 | 하원의원 (메인 제2선거구) | 98대  | 공화당 | 66.65% | 136,075표 | 1위  | 메인주 하원의원 당선 |
| 1984년 선거 | 하원의원 (메인 제2선거구) | 99대  | 공화당 | 75.73% | 192,166표 | 1위  | 메인주 하원의원 당선 |
| 1986년 선거 | 하원의원 (메인 제2선거구) | 100대 | 공화당 | 77.33% | 148,770표 | 1위  | 메인주 하원의원 당선 |
| 1988년 선거 | 하원의원 (메인 제2선거구) | 101대 | 공화당 | 66.21% | 167,226표 | 1위  | 메인주 하원의원 당선 |
| 1990년 선거 | 하원의원 (메인 제2선거구) | 102대 | 공화당 | 51.02% | 121,704표 | 1위  | 메인주 하원의원 당선 |
| 1992년 선거 | 하원의원 (메인 제2선거구) | 103대 | 공화당 | 49.14% | 153,022표 | 1위  | 메인주 하원의원 당선 |
| 1994년 선거 | 상원의원 (메인 제1부)     | 104대 | 공화당 | 60.24% | 308,244표 | 1위  | 메인주 상원의원 당선 |
| 2000년 선거 | 상원의원 (메인 제1부)     | 107대 | 공화당 | 68.94% | 437,689표 | 1위  | 메인주 상원의원 당선 |
| 2006년 선거 | 상원의원 (메인 제1부)     | 110대 | 공화당 | 74.01% | 402,598표 | 1위  | 메인주 상원의원 당선 |